# Lété (Insel)
Lété (auch Lété Goungou) ist eine bewohnte Insel im Fluss Niger. Sie befindet sich im Staatsgebiet von Niger an der Grenze zu Benin.

## Geographie
Die 40 km² große Flussinsel gehört zum Gemeindegebiet der Landgemeinde Tanda im Departement Gaya. Sie ist 16 km lang und über 4 km breit. Lété weist einen fruchtbaren Boden und gutes Weideland auf. Die Rônierpalmen-Zone von Lété erstreckt sich über eine Fläche von 2592 Hektar. Laut Volkszählung 2001 lebten 1283 Einwohner in 164 Haushalten auf der Insel.

## Gebietsstreit

Die Insel Lété im Jahr 1972

Die Insel Lété war Gegenstand eines Grenzkonflikts zwischen Benin und Niger. Als Grenze zwischen den beiden französischen Kolonien wurden die Flüsse Niger und Mékrou festgelegt, ohne jedoch zu berücksichtigen, dass sich der Flussverlauf ändern könnte. Benin (damals: Republik Dahomey) und Niger wurden 1960 unabhängige Staaten. Der dahomeische Staatspräsident Coutoucou Hubert Maga, ein guter Freund des nigrischen Staatspräsidenten Hamani Diori, musste im Oktober 1963 zurücktreten und die Macht an das Militär abgeben. Im Dezember 1963 schickten beide Staaten ihre Streitkräfte an den Fluss Niger. Die Staatsgrenze wurde geschlossen und Niger konnte nicht mehr den Meereshafen von Cotonou zur Ausfuhr von Erdnüssen nutzen. Hamani Diori ließ aus Dahomey stammende Arbeiter ausweisen. 1965 vermittelte der ivorische Staatspräsident Félix Houphouët-Boigny einen vorläufigen Kompromiss, dem zufolge Lété unter die gemeinsame Verwaltung von Dahomey und Niger gestellt wurde.
In den 1990er Jahren flammte der Konflikt wieder auf, als Benin 24 weitere Flussinseln beanspruchte und im Gegenzug lediglich auf die Insel Lété verzichten wollte. Benin und Niger trugen den Streit vor den Internationalen Gerichtshof in Den Haag, der im Juli 2005 entschied, dass Lété sowie 15 weitere Inseln an Niger und neun Inseln an Benin fallen sollen. Beide Staaten akzeptierten die Entscheidung.